# Sân bay quốc tế Foz do Iguaçu
Sân bay quốc tế Foz do Iguaçu (IATA: IGU, ICAO: SBFI), cũng gọi là Sân bay quốc tế Cataratas, là một sân bay ở Foz do Iguaçu, Brasil, cũng phục vụ các thành phố gần đó như Ciudad del Este, Paraguay. Đây là sân bay bận rộn thứ 2 ở bang Paraná, bận rộn thứ 22 ở Brasil. Đây là một trong 66 sân bay thuộc quản lý của Infraero. Năm 2003, có 600.000 lượt khách thông qua sân bay này. Nhà ga có năng lực phục vụ 1 triệu lượt khách mỗi năm. Sân bay này có thể phục vụ các máy bay thân rộng như MD-11, với giới hạn trọng lượng cất hạ cánh hoặc các loại máy bay Boeing 767 hay Boeing 737 không có giới hạn trọng lượng.

## Các hãng hàng không và các điểm đến
- Gol Transportes Aéreos (Curitiba, Rio de Janeiro-Galeão, Recife)
- OceanAir (Florianópolis, Curitiba, São Paulo-Guarulhos)
- TAM Airlines (Curitiba, Recife, Rio de Janeiro-Galeão, Salvador, São Paulo-Congonhas, São Paulo-Guarulhos)